# Železnikar
Železnikar je priimek več znanih Slovencev:
- Aleksander Železnikar (1890—1952), časnikar
- Anton P. Železnikar (*1928), elektrotehnik, strokovnjak za računalništvo, informatiko in umetno intelegenco
- Dušan Železnikar, glasbenik kitarist
- France Železnikar (1843—1903), politik
- Ivan Železnikar (1839—1892), časnikar
- Jaka Železnikar (*1971), pesnik, spletni umetnik
- Janja Železnikar, arheologinja
- Julijan Železnikar (1878-1902), pravnik, član literarne Zadruge v NMž
- Mitja Železnikar, harmonikar - inovator ?
- Vinko Železnikar, kirurg
- Vinko Železnikar (*1954), slikar in grafik